# کارل ویلهلم زیمنس
کارل ویلهلم زیمنس (آلمانی: Carl Wilhelm Siemens؛ ۴ آوریل ۱۸۲۳ – ۱۹ نوامبر ۱۸۸۳) یک مهندس اهل آلمان بود. او برادر کارل هاینریش فون زیمنس و ورنر فون زیمنس بود. او خدمات بسیاری برای علم انجام داده ‌است.

## ابداعات در صنعت فولاد و متالورژی
کارل ویلهلم زیمنس در دهه ۱۸۵۰ میلادی فرایند اجاق باز را ابداع کرد و در سال ۱۸۵۷ ادعا کرد به دلیل ساختار کوره، باعث صرفه‌جویی حدود ۷۰ تا ۸۰ درصدی مصرف سوخت نسبت به کوره‌های دیگر می‌شود. در سال ۱۸۶۵ پیر امیل مارتین با دریافت جواز استفاده از کوره بلند روباز از زیمنس، توانست کوره احیا کننده خود را بسازد که مزیت چشمگیر آن، توانایی تولید سریع مقدار زیادی فولاد بود که باعث شد مواردی چون ساخت آسمان‌خراش‌ها رواج یابد. می‌توان سال ۱۸۷۶ را شروع عصر فولاد در نظر گرفت، در این سال ساخت ریل‌ها با استفاده از فولاد، از ساخت ریل‌ها با استفاده از آهن پیشی گرفت. چرا که فرایند های ساخت فولاد تا قبل از این سال، توانایی تولید فولاد در مقیاس تنی را نداشتند. سال های ۱۸۷۶ تا ۱۹۲۶ بیشتر سال‌های توسعه روش‌های موجود بود تا ابداع روش‌ها یا اختراع کوره‌های جدید. با این حال نخستین نشانه استفاده از قوس الکتریکی برای ذوب فولاد کارل ویلهلم زیمنس در سال ٧٩ ـ ١٨٧٨ به ثبت رسیده است و حق ثبت این کوره‌ها را از آن خود کرد. نخستین کوره تجاری قوس الکتریکی در سال ١٩٠٧ توسط پل هرویت در فرانسه ساخته شد که باعث شد کم کم کوره‌های بلند جای خود را به کوره‌های قوس الکتریکی بدهند.